# Transport kolejowy w Angoli

Sieć kolejowa Angoli (2011)

Transport kolejowy w Angoli – system transportu kolejowego działający na terenie Angoli.
W Angoli istnieje łączenie 2761 km linii kolejowych z czego 2638 posiada przylądkowy rozstaw szyn (1067 mm), zaś 123 km posiada rozstaw 600 mm. Wszystkie linie są niezelektryfikowane.
W 2019 roku kolej w Angoli przewiozła 4 103 812 pasażerów i 302 291 ton towarów.
W Angoli istnieją trzy główne, odrębne linie kolejowe, wszystkie zaczynają się nad oceanem atlantyckim i biegną na wschód:
- Kolej Luanda – Malanje (CFL) położona na północny kraju
- Kolej Benguela (CFB) położona w środkowej części kraju
- Kolej Moçâmedes (CFM) położona na południu kraju

Każda z nich jest zarządzana i eksploatowana przez osobne przedsiębiorstwa, które jednak podlegają ministerstwu transportu.
Narodowy Instytut Kolei Angoli (INFCA) ustanawia przepisy i standardy dotyczące działalności kolejowej.
Znaczenie transportu kolejowego jest niewielkie ale ma stosunkowo duży potencjał.

## Historia
W 1860 roku podjęto pierwszą inicjatywę dotyczącą budowy kolei w Angoli.  
Wszystkie trzy główne linie kolejowe powstały w czasach kolonialnych.  
W 1886 roku rozpoczęto budowę linii CFL, której pierwszy odcinek oddano do użytku 2 lata później, zaś całość ukończono w 1909 roku.  
W 1903 roku rozpoczęto budowę linii CFB, którą ukończono w 1929 roku.  
W 1905 roku rozpoczęto budowę linii CFM, którą na całej długości (tj. do Menongue) oddano do użytku dopiero w 1961 roku.  
W 1923 roku wybudowano czwartą linię kolejową Caminho de Ferro do Amboim (CFA) relacji Porto Amboim – Gabela. Przeznaczona do obsługi plantacji kawy. Miała długość 123 km i rozstaw 600 mm. Została zamknięta w 1975 roku.  
Długotrwałe działania wojenne podczas wojny domowej sprawiły, że wszystkie trzy linie zostały poważnie zniszczone.   
Na początku XXI wieku rozpoczęto odbudowę linii kolejowych, którą sfinansowano z kredytów udzielonych przez ChRL i zrealizowano przez firmy chińskie.  
W 2010 roku uruchomiono ponownie linię kolejową Luanda – Malanje. W 2012 roku przywrócono do ruchu odcinek Lobito – Luena kolei Benguela. W tym samym roku ponownie uruchomiono kolej Moçâmedes. W 2015 roku uruchomiono pozostały odcinek kolei Benguela: Luena – Luau.  

## Przewozy
W 2019 roku kolej w Angoli przewiozła 4 103 812 pasażerów, z czego: CFL 40,5%, CFB 24,1%, CFM 35,5%. W tym samym roku przewieziono 302 291 ton towarów z czego: CFL 6,4%, CFB 41,3%, CFM 52,3%.
| Linia   | 2015      | 2016      | 2017      | 2018      | 2019      |
| CFL     | 3 471 106 | 2 802 557 | 1 459 833 | 1 431 583 | 1 660 981 |
| CFB     | 469 557   | 692 643   | 561 047   | 1 166 473 | 987 531   |
| CFM     | 358 330   | 967 620   | 1 052 819 | 1 321 443 | 1 455 300 |
| Łącznie | 4 298 993 | 4 462 820 | 3 073 699 | 3 919 499 | 4 103 812 |

| Linia   | 2015    | 2016    | 2017    | 2018    | 2019    |
| CFL     | 79 448  | 25 712  | 60 944  | 63 783  | 19 328  |
| CFB     | 29 225  | 23 802  | 30 708  | 98 066  | 124 936 |
| CFM     | 54 447  | 60 375  | 100 478 | 200 167 | 158 028 |
| Łącznie | 163 120 | 109 889 | 192 130 | 362 016 | 302 291 |

Połączenia pasażerskie są rzadkie, z powodu nielicznego taboru.

## Planowane linie
W planach jest budowa 13 nowych linii kolejowych, które mają połączyć istniejące trasy. Ich łączna długość linii to 8000 km, zaś koszt budowy to 23,8 mld USD.
W pierwszej kolejności mają być realizowane 2 trasy:
- korytarz przybrzeżny północ–południe: Ango Ango(inne języki) (DRK, stacja końcowa linii Matadi – Kinszasa) – Nóqui(inne języki) (DRK) – Soyo – Luanda (połączenie z linią CFL) (oznaczony jako RL001, długość: 489 km, koszt budowy: 1,47 mld USD)
- korytarz centralny północ–południe: Dondo (połączenie z linią CFL) – Benguela (połączenie z linią CFB) – Lubango (połączenie z linią CFM) (oznaczony jako RL003, długość: 689 km, koszt budowy: 2,41 mld USD)

Pozostałe linie mają dotrzeć m.in. do: Ondjiva i dalej do Santa Clara (połączenie z siecią kolejową Namibii), Dundo, Saurimo oraz Mavinga (i dalej do Zambii).